# Gracija
Gracije (latinsko gratie) so v rimski mitologiji skupina treh boginje ljubezni, ljubkosti in mladostne miline ter poosebitve poezije in likovne umetnosti. Večinoma so upodobljene gole in ovenčane.
Njihove grške vzporednice so harite.